# Танеский, Гёко
Гёко Танески (макед. Ѓоко Танески / Gjoko Taneski; род. 2 марта 1977, Охрид, Македония, Югославия) — македонский певец, представлявший Македонию на конкурсе Евровидение-2010 в Осло.
К моменту отбора на конкурс, Гёко имел 15-летний опыт выступлений в своей стране, а также  выпустил два сольных альбома: «Збогум наймила» (2007) и «Никогас доста» (2009).
20 февраля 2010 года Танески победил в македонском национальном отборе и представил Македонию на конкурсе Евровидение 2010, с песней «Јас ја имам силата» (у меня есть сила), которую исполнил в первом полуфинале, состоявшемся 25 мая 2010 в Осло. Он не сумел выйти в финал и занял 15-е место в полуфинале с 37 баллами.